# Looe
Looe (Limba cornică: Logh) este un oraș în comitatul Cornwall, regiunea South West, Anglia. Orașul se află în districtul Caradon.